# Nata
Nata (gr. Νατά) – wieś w Republice Cypryjskiej, w dystrykcie Pafos. W 2011 roku liczyła 181 mieszkańców. Leży w pobliżu zbiornika wodnego Asprokremos i rzeki Kseropotamos.